# Raviole du Dauphiné
La raviole du Dauphiné est l'indication géographique d'une spécialité constituée de carrés de pâte farcis de fromages et de persil et cuits à l'eau. Elle est voisine du ravioli provençal et italien et du pelmeni russe, transformée près de Romans-sur-Isère, dans la région historique du Dauphiné, dans le sud-est de la France.
En 1989 « la raviole du Dauphiné » obtient le label appellation d’origine contrôlée. Dans un cadre commercial, cette dénomination a ensuite bénéficié d'un Label rouge en 1998, puis a été préservée via une Indication géographique protégée à partir de 2009. Sa fabrication fait appel à des produits agricoles (comme le comté, l'emmental), des fromages ne provenant pas de l'aire géographique de transformation de la raviole du Dauphiné.
Les transformateurs agroalimentaires ont déposé des marques commerciales créées pour leur activité comme « Ravioles Saint Jean », « Raviole Mère Maury » (en référence historique à Marie-Louise Maury dite mère Maury), etc. La dénomination non protégée raviole de Romans, l'autre façon populaire d'appeler la raviole dans le Dauphiné, a ainsi servi des intérêts privés et s'est vue également déposée comme marque par une société,.

## Histoire

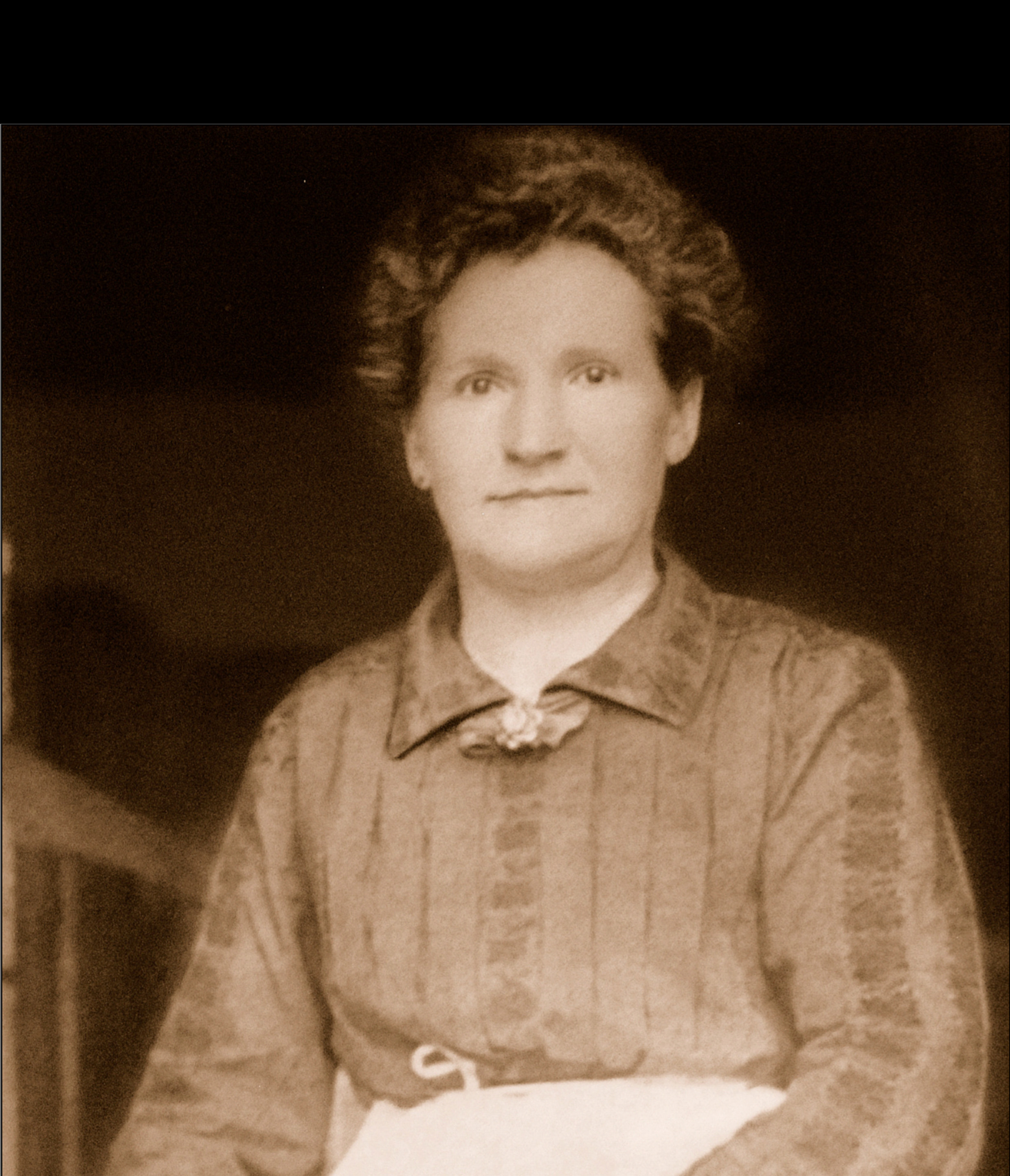
La mère Maury, dans la cuisine du Café de la Banque, à Romans-sur-Isère, en 1904.

La première mention du terme « raviole » dans ce pays date de 1228. Très consommée dans la région du Dauphiné au Moyen Âge, elle est farcie de viande, ou de légumes (comme les raves) lors du carême ou pour les populations pauvres. Ne contenant pas de viande, elle convient aux jours de jeûne. À Romans, la consommation des ravioles est confirmée dès 1807 ; au XIXe siècle, le niveau de vie du Romanais s'améliore et les légumes sont remplacés par du fromage, dernière étape avant la composition que nous connaissons aujourd'hui ; c'est un plat de fêtes préparé par des spécialistes : les « ravioleuses », qui se déplacent de maison en maison. L'une d'elles : la Mère Maury, est la première, en 1885, à offrir aux clients de son café de Romans, les ravioles qu'elle confectionne à la main ; c'est encore un plat populaire. D'autres ravioleuses développent un commerce local de la raviole, comme la mère Fayet. L’histoire de l'entreprise Saint Jean, c’est celle de l’heureuse convergence entre deux hommes en 1935 : Emile Truchet, ayant eu l’ingénieuse idée de mécaniser la fabrication des ravioles et le petit-fils d'une ravioleuse, détenteur de la recette originelle de la véritable raviole. La machine à fabriquer les ravioles remporte un grand succès à la foire de Romans en 1953.
La raviole était issue d'un terroir mêlant cultures céréalières et petits élevages laitiers où la viande était rare, permettant un approvisionnement en produits agricoles et expliquant la composition non carnée de la préparation.
Il faut attendre les années 1960 pour voir les ravioles de Romans sur les cartes des grands restaurateurs de la vallée du Rhône, leur fabrication devenir industrielle, et leur vente franchir les limites du Dauphiné. Avant 1975, le marché ne dépasse pas les 100 tonnes annuelles, et c'est à partir de 1990 que la raviole gagne les supermarchés.
Depuis 1982, les six principaux transformateurs industriels de la région se sont fédérés via l' « Association de Défense de la Véritable Raviole du Dauphiné »,.

## Localisation géographique

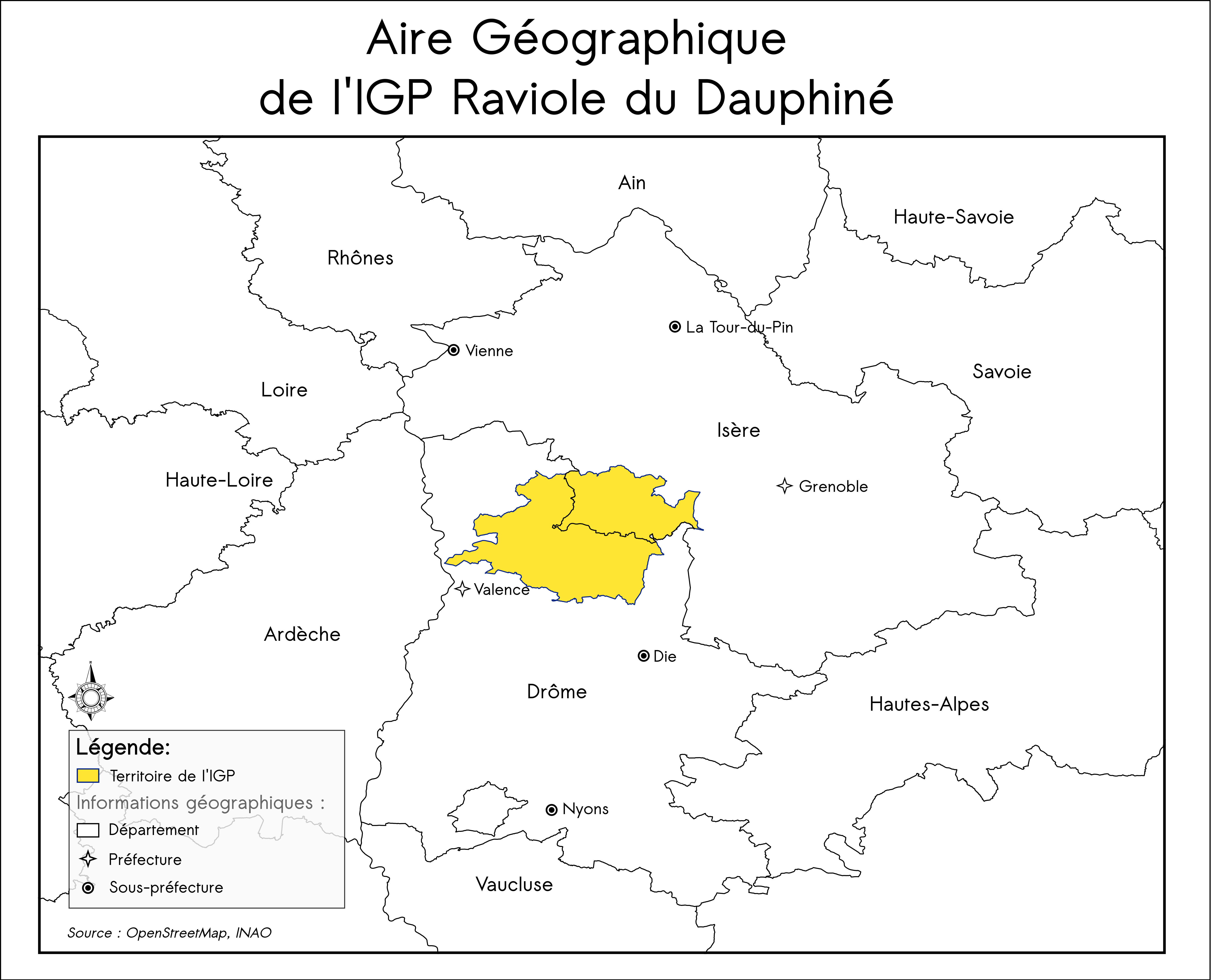
Raviole du Dauphiné

La raviole du Dauphiné est fabriquée à Romans-sur-Isère (département de la Drôme, province du Dauphiné) et dans le Royans, région à cheval sur les départements de l'Isère et de la Drôme.
En 2018, parmi les aliments entrant dans la composition de la raviole, seuls les œufs et le fromage frais ont l'obligation d'être issus des productions agricoles de l'aire géographique de transformation ou de ses départements limitrophes.
En 1989, la cour d'appel de Grenoble a reconnu « Raviole du Dauphiné » comme dénomination géographique par la spécificité régionale de sa préparation.

### Les communes de la Drôme
45 communes sont concernées dans la Drôme :
- Alixan
- Barbières
- Beauregard-Baret
- Bésayes
- Bourg-de-Péage
- Bouvante
- Charpey
- Châteauneuf-sur-Isère
- Châtillon-Saint-Jean
- Chatuzange-le-Goubet
- Clérieux
- Crépol
- Échevis
- Eymeux
- Génissieux
- Geyssans
- Hostun
- Jaillans
- La Baume-d'Hostun
- La Motte-Fanjas
- Le Chalon
- Léoncel
- Marches
- Miribel
- Montmiral
- Mours-Saint-Eusèbe
- Oriol-en-Royans
- Parnans
- Peyrins
- Rochechinard
- Rochefort-Samson
- Romans-sur-Isère
- Saint-Bardoux
- Saint-Bonnet-de-Valclérieux
- Sainte-Eulalie-en-Royans
- Saint-Jean-en-Royans
- Saint-Laurent-d'Onay
- Saint-Laurent-en-Royans
- Saint-Martin-le-Colonel
- Saint-Michel-sur-Savasse
- Saint-Nazaire-en-Royans
- Saint-Paul-lès-Romans
- Saint-Thomas-en-Royans
- Saint-Vincent-la-Commanderie
- Triors

### Les communes de l'Isère
29 communes sont concernées dans l'Isère :
- Auberives-en-Royans
- Beaulieu
- Beauvoir-en-Royans
- Bessins
- Châtelus
- Chatte
- Chevrières
- Choranche
- Dionay
- Izeron
- La Sône
- Montagne
- Murinais
- Pont-en-Royans
- Presles
- Rencurel
- Saint-André-en-Royans
- Saint-Antoine-l'Abbaye
- Saint-Appolinard
- Saint-Bonnet-de-Chavagne
- Saint-Hilaire-du-Rosier
- Saint-Just-de-Claix
- Saint-Lattier
- Saint-Marcellin
- Saint-Pierre-de-Chérennes
- Saint-Romans
- Saint-Sauveur
- Saint-Vérand
- Têche

## La raviole

### Composition et fabrication
La raviole classique est composée d'une pâte de farine de blé tendre, d’œuf et d’eau qui entoure une farce à base de comté ou d'emmental français est-central (40% minimum de la farce dont 60% minimum de Comté dans le cas d'une raviole label rouge), de fromage frais de lait de vache, de persil frais et d'œuf.
Les deux feuilles de pâte pétrie sont laminées finement (0,7 mm) puis assemblées autour de la farce malaxée. La pâte représente au maximum 55 % de la raviole. Les ravioles sont commercialisées sous forme de plaques de 48 unités prédécoupées (6x8), dont le poids minimum est de 60g chacune.
Depuis quelques années, des nouvelles saveurs et formats sont créées : ravioles à poêler, ravioles au roquefort, aux cèpes, à la truffe, au basilic, au chèvre, au foie gras ,... Des ravioles sucrées, comme les ravioles au chocolat, ont également été commercialisées.

### Volume de fabrication et commercialisation
En 2005, son volume de fabrication s'élevait à 2 500 tonnes, et a plus doublé en deux ans pour atteindre 5 103 tonnes en 2007. En 2020, l'entreprise Saint Jean produisait à elle seule plus de 5 000 tonnes de ravioles .
Très présente sur les tables des restaurateurs régionaux, la raviole se consomme notamment durant la fête de la raviole et de la pogne, qui se tient chaque mois de juin à Romans-sur-Isère, ou la fête traditionnelle de la raviole d'Eymeux. Elle est également commercialisée en masse dans les circuits conventionnels de la moyenne et grande distribution, par le biais de marques commerciales locales (« Ravioles Saint Jean » et «  Ravioles Mère Maury » à Romans, « Ravioles du Dauphin » à Chatte) pouvant se charger de la transformation pour les marques de distributeur (« Reflets de France »).

## Consommation
Les ravioles peuvent se manger pochées en étant plongées dans de l'eau frémissante (éventuellement avec un bouillon de poule) pendant environ une minute, jusqu'à ce qu'elles se détachent et remontent à la surface. Il faut alors les récupérer avec une écumoire pour ne pas les écraser, car elles sont fragiles.
Elles peuvent également être grillées à la poêle, ou préparées en gratin ou en salade.

Préparation des ravioles
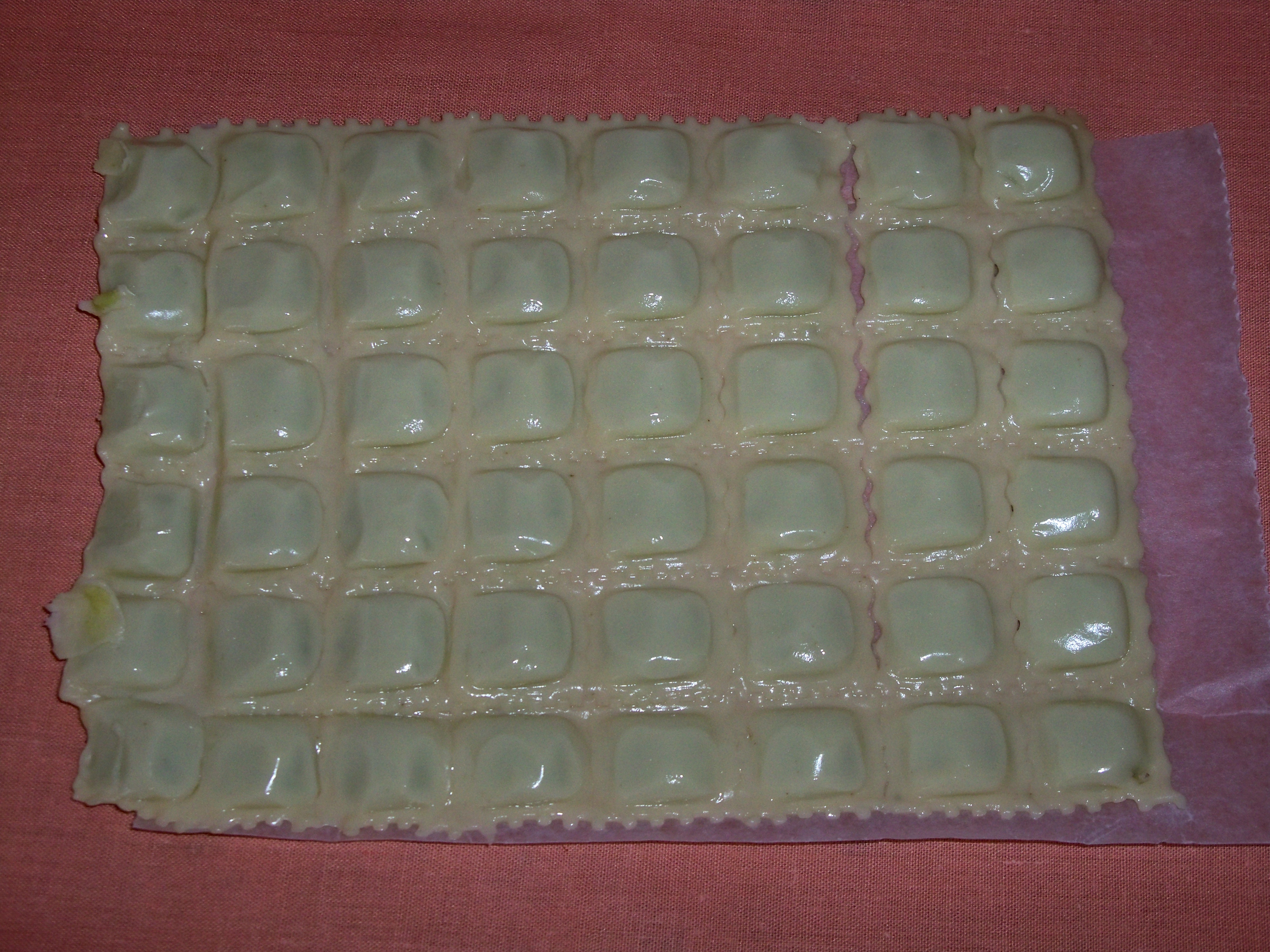
Plaque de ravioles industrielles crues
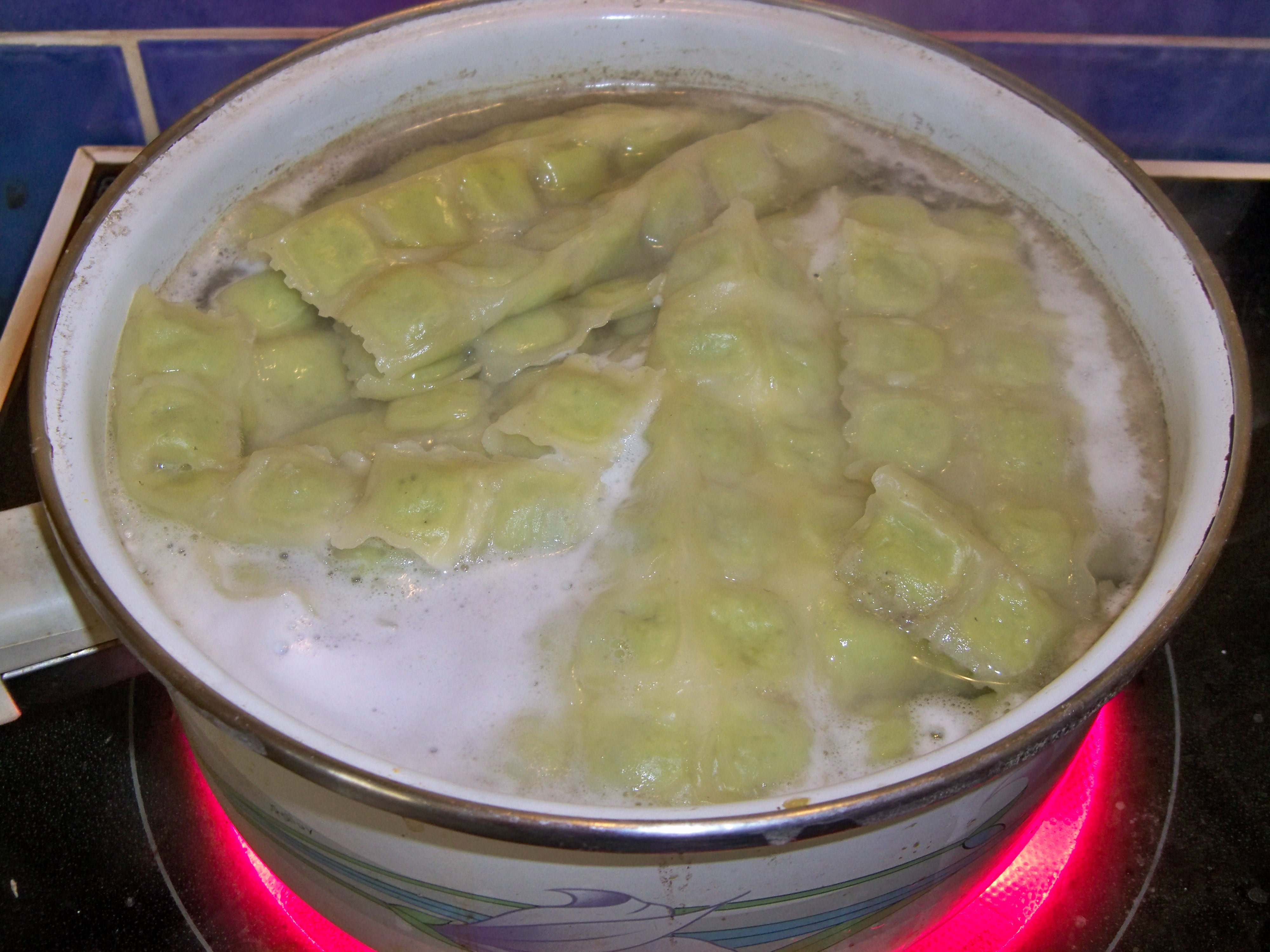
Cuisson des ravioles
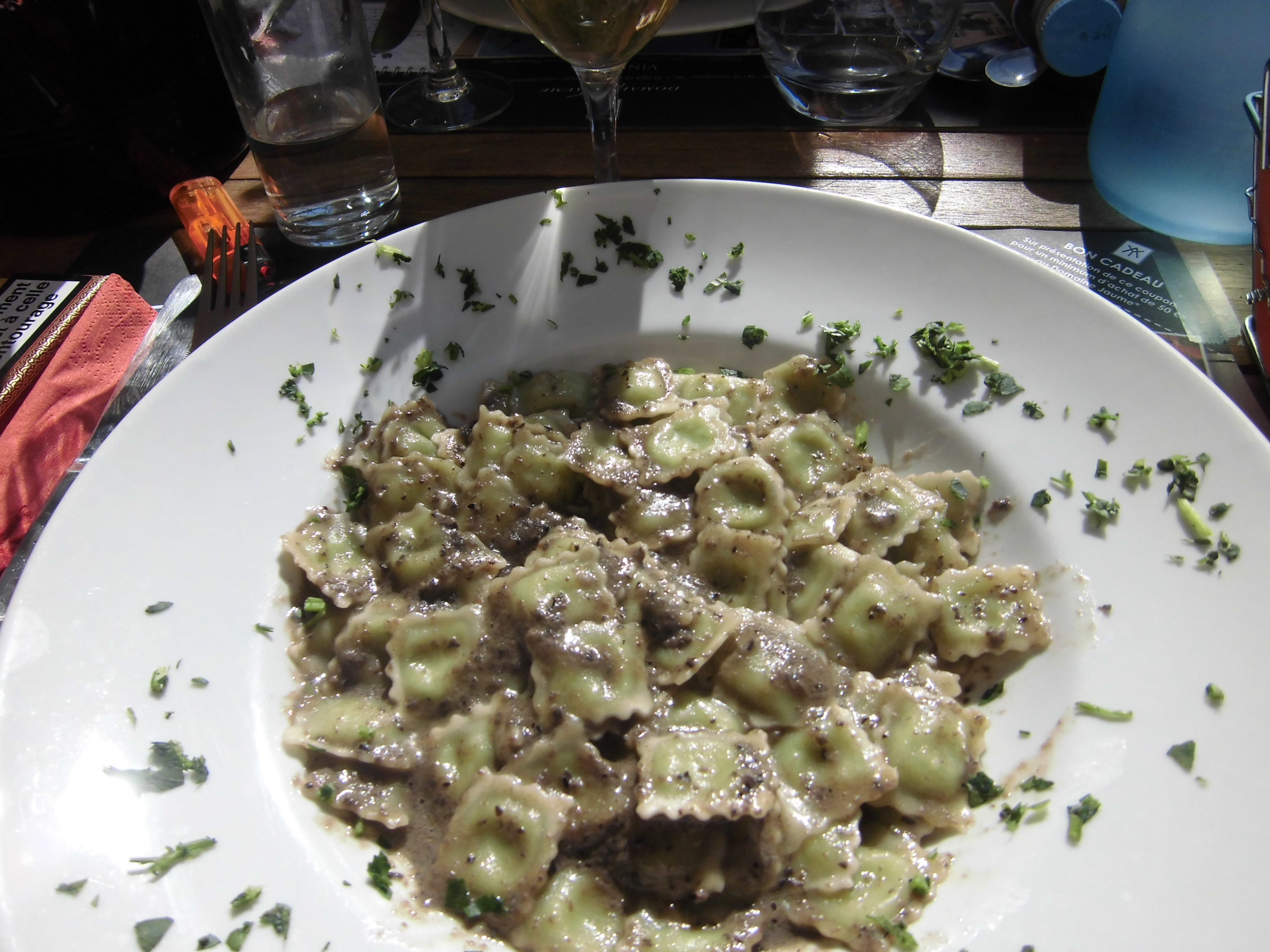
Ravioles préparées
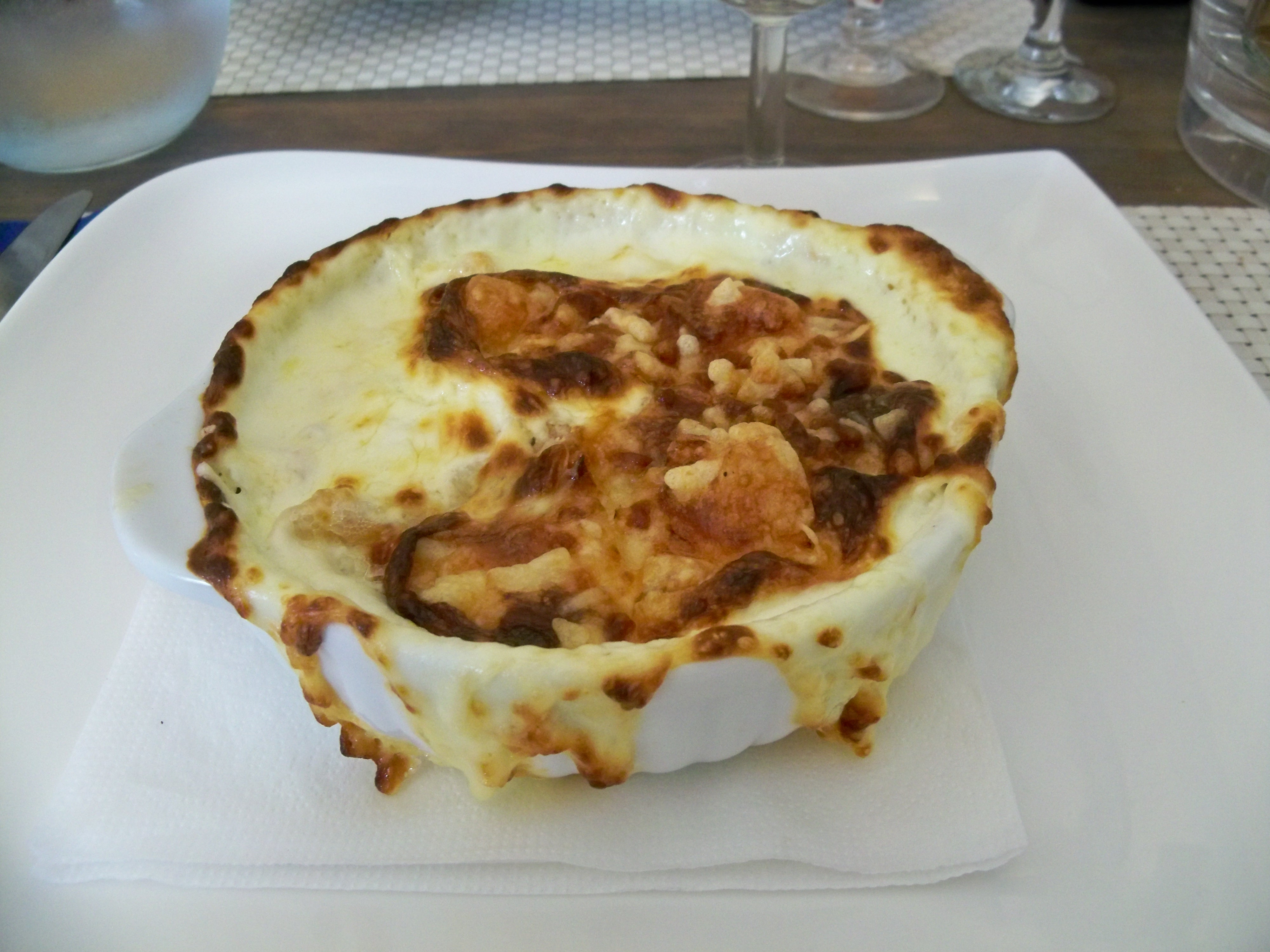
Ravioles en gratin
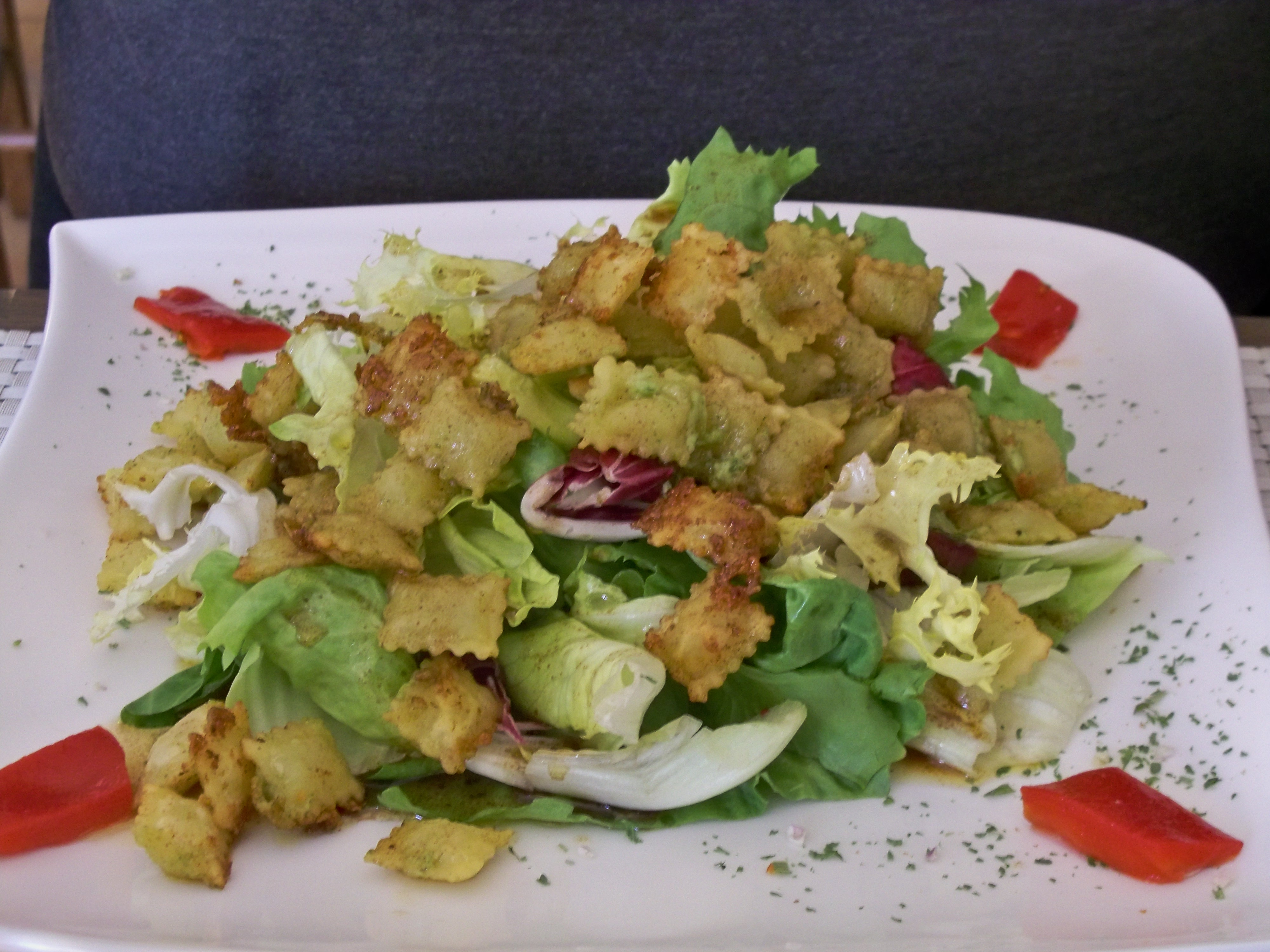
Ravioles en salade

.